# Сарби (Будешти)
Сарби (рум. Sârbi) насеље је у Румунији у округу Марамуреш у општини Будешти. Oпштина се налази на надморској висини од 477 m.

## Историја
Место се први пут помиње и са тим именом (Sirbfalva) 1405. године. Име је добило по становницима Србима. Познато је данас по дрвеним украшеним црквама и кућама.
У насељу су сада, на двема странама две старе дрвене православне богомоље. Православна црква "Доња" је брнара од храстовине изграђена 1665. године, у њој се налазе појединачне дрвене иконе рад иконописца Раду Мунтеануа из 1775. године. царске двери је израдио 1764. године Александар Понехалски. А "Горња" православна црква исто брвнара је старија, потиче из 1532. године. И ту су неке иконе поменутог сликара Похеланског, из 1760. године.

## Становништво
Према подацима из 2002. године у насељу је живело 923 становника, од којих су сви румунске националности.